# Peter Aldous
Peter Aldous (ur. 26 sierpnia 1961 w Ipswich) – brytyjski polityk, członek Partii Konserwatywnej. Od 2010 do 2024 roku poseł do Izby Gmin z okręgu Waveney.

## Życiorys
Urodził się w 1961 roku w Ipswich. Ukończył Harrow School a następnie zdobył wyższe wykształcenie na University of Reading. Przed rozpoczęciem kariery politycznej pracował jako geodeta.
Był radnym dystryktu Waveney w latach 1999-2002 i radnym hrabstwa Suffolk w latach 2001-2005.
W 2005 roku kandydował do Izby Gmin z okręgu Waweney, przegrywając z kandydatem Partii Pracy, Bobem Blizzardem.
W 2010 roku został wybrany posłem do Izby Gmin z okręgu Waveney. Uzyskał reelekcję w 2015, 2017 i 2019 roku. W 2024 nie został wybrany w nowo utworzonym okręgu Lowestoft.